# Hennobrimus hennemanni
Hennobrimus hennemanni är en insektsart som beskrevs av Oskar V.Conle 2006. Hennobrimus hennemanni ingår i släktet Hennobrimus och familjen Heteropterygidae. Inga underarter finns listade i Catalogue of Life.